# Championnats d'Afrique de judo 1996
Navigation
Édition précédente Édition suivante
Les championnats d'Afrique de judo 1996 se déroulent du 16 au 19 mai 1996 à Pretoria en Afrique du Sud,.

## Résultats

### Hommes
| Épreuves          | Or                 | Argent              | Bronze                                       |
| ----------------- | ------------------ | ------------------- | -------------------------------------------- |
| Moins de 60 kg    | Makrem Ayed        | Abdelkarim Rouibbet | Abdelouahed Idrissi Chorfi Rodrigue Ossandza |
| Moins de 65 kg    | Abdoukarim Seck    | Duncan Mackinnon    | Clovis Tanoh Aka Amar Meridja                |
| Moins de 71 kg    | Abdelhakim Harkat  | David Kouassi       | Abdellatif Zaouia Grant Speirs               |
| Moins de 78 kg    | Adil Belgaid       | Aboumedan El Sayed  | Jean-Jacques Rakotomalala Lofti Issaoui      |
| Moins de 86 kg    | Yacine Silini      | Skander Hachicha    | Moussa Sall Jean-Claude Raphael              |
| Moins de 95 kg    | Bassel El Gharbawy | Jurgen Bence        | Antonio Felicite Hassan Ait Sebbah           |
| Plus de 95 kg     | Kamel Larbi        | Khalifa Diouf       | Slim Agrebi Ian Guestyn                      |
| Toutes catégories | Slim Agrebi        | Adil Belgaid        | Bassel El Gharbawy Khalifa Diouf             |

### Femmes
| Épreuves          | Or                     | Argent              | Bronze                                   |
| ----------------- | ---------------------- | ------------------- | ---------------------------------------- |
| Moins de 48 kg    | Salima Souakri         | Dolly Moothoo       | Tania D'Aguiar Soleil Rasoafaniry        |
| Moins de 52 kg    | Lynda Mekzine          | Dalenda Hamdi       | Liezl Downing Naina Cecilia Ravaoarisoa  |
| Moins de 56 kg    | Raoudha Chaari         | Glorieuse Guillaume | Mounia Islane Domoina Rabeantoandro      |
| Moins de 61 kg    | Maaoua Etoumi          | Henriette Möller    | Hajer Tbessi Priscilla Cherylebon        |
| Moins de 66 kg    | Lea Zahoui Blavo       | Nesria Traki        | Sally Buckton Fatima El Miftah           |
| Moins de 72 kg    | Lorinda Bence          | Noura Hassan        | Rkia Ami Marie Michelle St Louis         |
| Plus de 72 kg     | Marguerite Goualou Yao | Heba Hefny          | Adja Marieme Diop Sonia Ghorbel          |
| Toutes catégories | Sonia Ghorbel          | Heba Hefny          | Adja Marieme Diop Marguerite Goualou Yao |

### Par équipes
Des épreuves par équipes, hommes et femmes, se sont déroulées à l'issue des Championnats
| Épreuves | Or             | Argent | Bronze                 |
| -------- | -------------- | --- | ---------------------- |
| Hommes   | Tunisie        | Algérie Amar Meridja Abdelhakim Harkat Yacine Silini Abdelkrim Rouibet Belkacem Hireche Kamel Larbi Lyès Cherifi |                        |
| Femmes   | Afrique du Sud | Tunisie | Maurice Jennifer Antou |